# Benzotiofen
Benzotiofen je aromatično organsko jedinjenje sa molekulskom formulom . Njegov miris je sličan naftalinu. On se prirodno javlja kao sastojak nafti-srodnih depozita, kao što je lignitni katran. Benzotiofen nema primenu u domaćinstvu. On se primarno koristi u industriji i istraživanjima.
Kao heterociklično jedinjenje, benzotiofen se koristi u israživanjima kao početni materijal za sintezu većih, često bioaktivnih molekula. On je komponeneta hemijskih struktura farmaceutskih lekova kao što su raloksifen, zileuton, i sertakonazol. On se takođe koristi u proizvodnji boja kao što je tioindigo.
Njegova aromatičnost ga čini relativno stabilnim, mada je kao heterociklično jedinjenje, on sadrži reaktivna mesta koja omogućavaju funkcionalizaciju.